# 아찔한 사돈연습
《아찔한 사돈연습》은 대한민국의 텔레비전 프로그램이다.

## 출연

### 진행
- 김구라
- 노사연

### 커플
- 박종혁 & 김자한
- 하재익& 문에스더

## 이전 출연자

### 커플
- 남태현 & 장도연
- 권혁수 & 이미주
- 오스틴 강 & 경리